# Sysmäjärvi
Sysmäjärvi är en sjö i Finland. Den ligger i kommunen Outokumpu i landskapet Norra Karelen, i den sydöstra delen av landet, 300 km nordost om huvudstaden Helsingfors. Sysmäjärvi ligger 85,6 meter över havet. Den är 3,6 meter djup. Arean är 6,87 kvadratkilometer och strandlinjen är 20,74 kilometer lång. Sjön  ingår i Vuoksens huvudavrinningsområde.   I omgivningarna runt Sysmäjärvi växer i huvudsak blandskog. Den sträcker sig 4,2 kilometer i nord-sydlig riktning, och 4,1 kilometer i öst-västlig riktning.
I övrigt finns följande i Sysmäjärvi:
- Selkäluoto (en ö)
- Pikkusaari (en ö)
- Louhisaari (en ö)
- Pitkäsaari (en ö)
- Matikkaluoto (en ö)
- Särkiluoto (en ö)
- Ruoholuodot (en ö)
- Sala-Havukka (en ö)
- Petäjäsaari (en ö)
- Koivusaari (en ö)
- Valtinluoto (en ö)
- Anttilansaari (en ö)
- Kotasaari (en ö)
- Autioluodot (en ö)
- Rutnikkaluoto (en ö)
- Pirkonluoto (en ö)